# الفاتح (مجلة)
مجلة الفاتح هي مجلة إلكترونية إسلامية للأطفال، تصدر مرتين بالأسبوع في لندن، تأسست في 2002. تزعم إسرائيل أنها مقربة من حركة حماس لأن لها رابط في موقع المركز الفلسطيني للإعلام.